# Aino Planitia
Aino Planitia is een laagvlakte op de planeet Venus. Aino Planitia werd in 1982 genoemd naar Aino, heldin uit het Finse epos Kalevala.
De laagvlakte heeft een diameter van 4985 kilometer en bevindt zich in het gelijknamig quadrangle (V-46) en het quadrangle Juno Chasma (V-47).